# Maciço de Mulanje

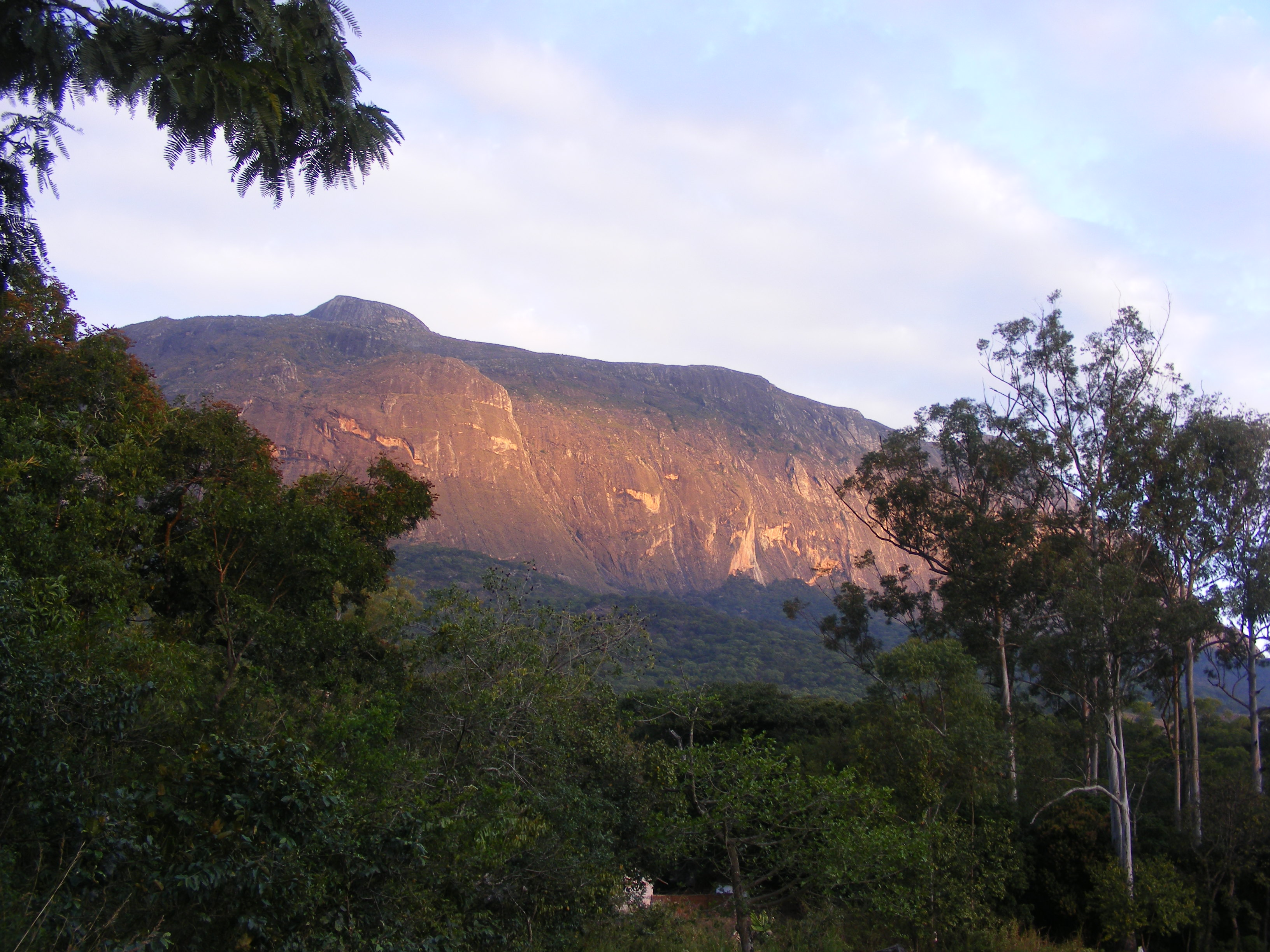
Lado ocidental do Maciço Mulange ao pôr-do-sol, visto das Quedas de Likhubula

O Maciço de Mulanje, também conhecido como Monte Mulanje, é um grande inselbergue no sul do Maláui, a apenas 65 km a leste de Blantire, que se eleva bruscamente das planícies vizinhas de Phalombe e do distrito de Mulanje, região produtora de chá. Ele mede aproximadamente 22 x 26 quilômetros  e tem uma altitude máxima de 3 002 m em seu ponto mais alto, o Pico Sapitwa.
Grande parte do Maciço consiste em savanas a altitudes de 1 800 a 2 200 m, interceptadas por ravinas de florestas profundas. Possui muitos picos individuais que atingem alturas superiores a 2 500 m, incluindo o  Pico Chambe, cuja face oeste é a maior escalada em rocha da África.